# درب (تشيلو)
درب (بالفارسية: درب) هي منطقة سكنية تقع في إيران في قسم تشيلو الريفي. يقدر عدد سكانها بـ 155 نسمة بحسب إحصاء 2016.